# Antonio Ángel Algora Hernando
Antonio Ángel Algora Hernando (La Vilueña, 2 de outubro de 1940 - Madrid, 15 de outubro de 2020) foi um clérigo espanhol e bispo católico romano de Ciudad Real.
Antonio Ángel Algora Hernando, após sua formação teológica no seminário diocesano de Madri, recebeu o sacramento da ordenação em 23 de dezembro de 1967 e foi incardinado na então arquidiocese de Madri-Alcalá (atualmente três dioceses: Madri, Alcalá e Getafe). Também estudou sociologia no Instituto Social Leão XIII. pela Pontifícia Universidade de Salamanca em Madrid. De 1968 a 1973 foi assessor do movimento operário “Hermandades del Trabajo” em Alcalá de Henares. Como jovem capelão das “Hermandades del Trabajo” trabalhou ele próprio em Madrid e em 1978 sucedeu ao fundador Abundio García Román como diretor do centro de Madrid. Em 9 de outubro de 1984 foi nomeado Vigário Episcopal do Vicariato VIII da Arquidiocese de Madri.
O Papa João Paulo II o nomeou Bispo de Teruel y Albarracín em 11 de julho de 1985. O núncio apostólico na Espanha, Dom Mario Tagliaferri, o consagrou em 29 de setembro do mesmo ano; Os co-consagradores foram cardeal Vicente Enrique y Tarancón, Arcebispo de Madri, e cardeal Angel Suquía Goicoechea, Arcebispo de Madri.
Em 20 de março de 2003 foi nomeado Bispo de Ciudad Real e recebeu o título honorário de Prior de las Órdenes Militares.
O Papa Francisco aceitou sua aposentadoria em 8 de abril de 2016. Como clérigo aposentado, trabalhou nas paróquias de Santa María la Mayor e San Julián, no distrito de Tetuán, em Madri, e esteve novamente envolvido nas “Hermandades del Trabajo”.
Na Conferência Episcopal Espanhola foi membro da Comissão Episcopal do Apostolado Secular e como tal desde 1990 responsável pelo Departamento de Pastoral dos Trabalhadores. De 1993 a 2016 foi também membro do Conselho Económico e Chefe da Secretaria dos Assuntos Económicos. De 1987 a 1999 foi membro da comissão do bispo para a pastoral social. Em 2019, tornou-se membro da recém-criada Comissão Episcopal de Pastoral Social e Promoção Humana. De março de 2020 a setembro de 2020 foi diretor interino do Departamento Pastoral da Conferência Episcopal Espanhola.
Algora morreu em 15 de outubro de 2020 em um hospital de Madri como resultado de uma infecção por COVID-19.